# Act Naturally
"Act Naturally" é uma canção escrita por Johnny Russell e Voni Morrison, originalmente gravada por Buck Owens e The Buckaroos, cuja versão chegou a número 1 no Billboard Country Singles em 1963, sua primeira canção de sucesso. Em 2002, Shelly Fabian, do site About.com classificou a canção no número 169 em sua lista Top 500 Country Music Songs.
A canção foi regravada por muitos outros artistas, incluindo Loretta Lynn e The Beatles.

## A canção
Russell, que nasceu no Mississippi, instalou-se em Fresno, Califórnia, no início dos anos 1960. Uma noite, alguns de seus amigos de Oklahoma que planejavam fazer uma sessão de gravação em Los Angeles pediram-lhe para se juntar a eles. Para fazer isso, Russell teve faltar a um encontrou com sua então namorada. "Quando ela me perguntou porque eu estava indo para Los Angeles, eu respondi: 'Eles vão me colocar no cinema e fazer uma grande estrela de mim." Nós dois rimos. "
Assim inspirado, Russell veio rapidamente com uma ideia para uma canção de amor baseada em torno de seu comentário. Ele a escreveu naquele mesmo dia e tentou ensiná-lo a cantora estava ajudando em Los Angeles, mas ele não foi capaz de aprendê-la. Russell, quis que ele próprio a gravasse, mas seu produtor recusou-se a fazer isso, alegando que as canções sobre os filmes que não foram atingidas material.
Dois anos se passaram antes que alguém gravasse "Act Naturally". "Não importa o quão duro eu tentasse, não conseguia ninguém interessado nela," disse Russell.

## Buck Owens e a versão do The Buckaroos
Em 1963, Russell estava escrevendo com uma mulher chamada Voni Morrison, que também trabalhou com um cantor de Bakersfield (Califórnia) chamado Buck Owens. Depois que Russell tocou "Act Naturally" para Morrison, ela pensou que seria ideal para Owens, e Russell disse que ela poderia conseguir que ele a gravasse. Uma vez que ninguém ainda a tinha gravado, e Russell tinha um acordo com Morrison para dividir os créditos de autoria, deu-lhe um crédito parcial, embora o único papel que tivesse na música foi tê-la submetido a Owens.
Owens não gostou de "Act Naturally" de imediato. Mas o integrante da banda Buckaroos, Don Rich, ouviu a versão demo de Russell e gostou, e eventualmente, a canção cresceu em Owens. Uma noite, Russell recebeu um telefonema de Owens perguntando se ele poderia gravar a canção, e ele disse que sim. "Mais tarde eu descobri que ele já havia gravado a canção naquele dia e só queria os direitos de publicação", disse Russell. "Eu tive mais do que prazer em dar-lhe os direitos, a fim de obter a canção gravada".
Owens gravou "Act Naturally" na Capitol Studios, em Hollywood em 12 de fevereiro de 1963, e o single foi lançado em 11 de março Ele entrou nas paradas nacionais da Billboard em 13 de abril de 1963. Em 15 de junho, a versão de Owens passou a primeiro de quatro semanas não-consecutivas em primeiro lugar. Ao todo, ele passou 28 semanas nas paradas do país. A música ajudou a fazer dele uma estrela; antes de acabarem os anos de 1960, Owens tinha colocado 19 singles no topo das paradas da Billboard pelo país. A música também ajudou a estabelecer Russell como compositor, e em 1970 ele foi modestamente bem sucedido também como cantor.

## Versão dos Beatles

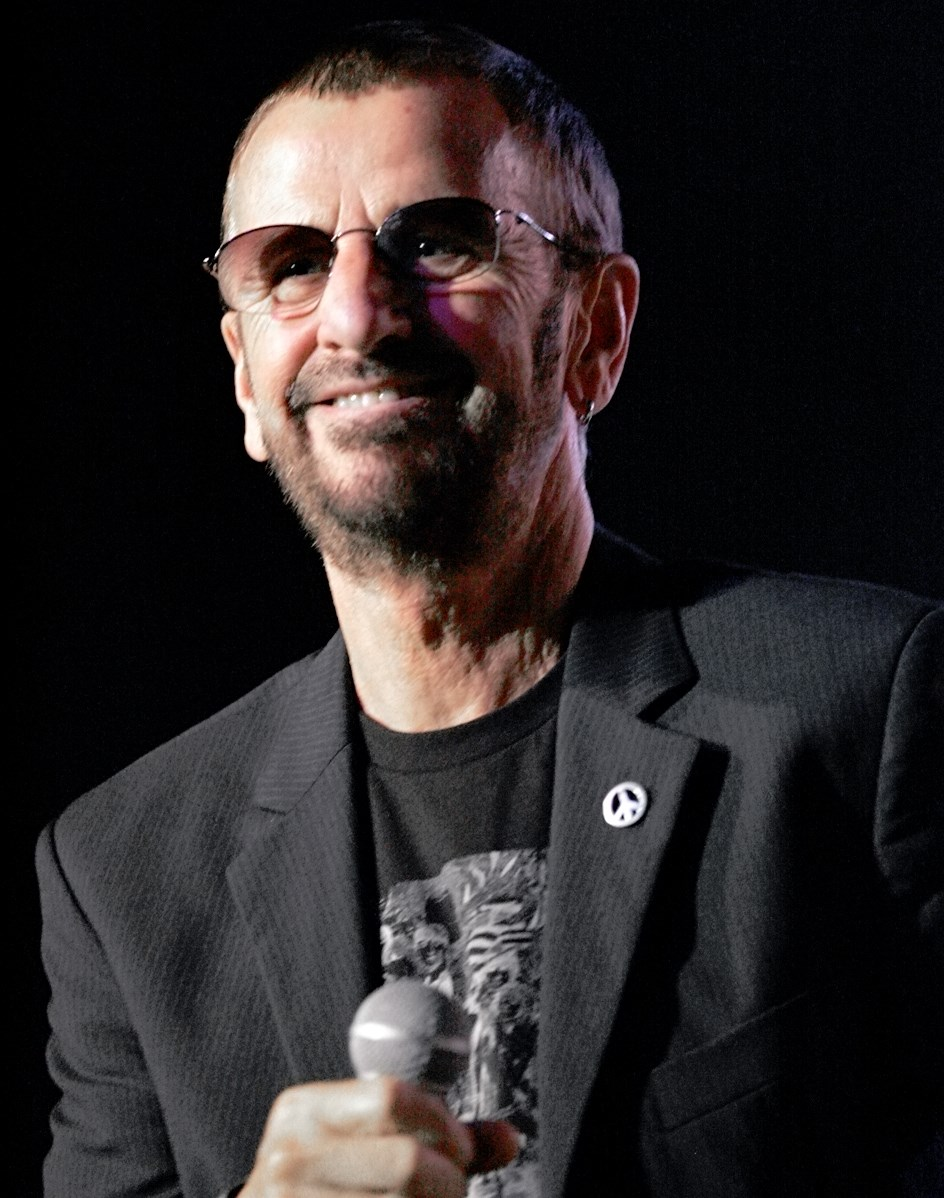
Ringo Starr and his All-Starr Band - Hordern Pavilion, Sydney, Australia.

Os Beatles fizeram uma versão cover da canção em 1965 no álbum Help! e como o B-side do single "Yesterday" nos Estados Unidos.
A versão dos Beatles é cantada por Ringo Starr. Stephen Thomas Erlewine, do AMG, relatou que era "uma oportunidade ideal para a voz amável de Ringo." Eles executaram a canção durante uma aparição no Ed Sullivan Show, que foi gravada em 14 de agosto de 1965 e transmitida em 12 de setembro de 1965 Também foi tocada no famoso concerto dos Beatles no Shea Stadium, no dia 15 de agosto de 1965, e foi tocada em alguns shows durante toda a excursão dos Beatles pelos Estados Unidos em 1965 (alternando o outro hit de Ringo, "I Wanna Be Your Man ").
Os Beatles gravaram a canção em 17 de junho de 1965, em 13 takes. O primeiro 12 evidentemente eram utilizados para elaborar o arranjo; o master foi feito com o take 13, o único com vocais. Foi mixada no dia seguinte. Os Beatles quase gravaram uma canção do seu engenheiro Norman Smith, mas perceberam que Starr ainda não tinha um vocal em Help!.. Eles originalmente gravaram a canção "If You've Got Trouble" como canção destinadada ao vocal de Starr para o álbum, mas estavam insatisfeitos com os resultados e gravaram "Act Naturally" para substituí-la.. Foi o último cover registrado até as sessões de gravação de Get Back / Let It Be, em 1969.
Uma vez que a versão da Capitol Records do álbum Help! incluía apenas as canções que apareceriam no filme, além de música incidental do filme, o rótulo deteve "Yesterday" e "Act Naturally" e as emitiu inicialmente como um single fora do LP. Como o lado B do single americano, "Act Naturally" chegou ao número 47 em outubro de 1965. As duas canções fizeram sua estreia americana no primeiro álbum americano Yesterday and Today, lançado em 20 de junho de 1966..
Quando o single foi relançado pela Apple Records, em 1971, "Act Naturally" tinha o lado "cheio" da maçã do seu lado e "Yesterday", que acabou ficando na parte da maçã "fatiada". Isso porque "Act Naturally" considerada como lado A e sempre foi listada como tal nos arquivos da Capitol.
A canção apresenta Ringo Starr na bateria, vocais principais e percussão, Paul McCartney o acompanha nos vocais e guitarra baixo, John Lennon na guitarra acústica, e George Harrison na guitarra, que foi gravada duas vezes, dando a impressão de um efeito de coro.

## Versão de Buck Owens e Ringo Starr
Em 1989, Owens e Starr, os dois mais famosos cantores de "Act Naturally", uniram-se para criar uma nova versão, criando também um vídeo da música para ele, com eles imitando versões bobas de si mesmos, como se fossem cowboys em um faroeste sendo filmado. Lançada pela Capitol Records, o duetobalcançou o número 27 e passou 11 semanas na parada nacional da Billboard, no verão de 1989. Não era a primeira vez que um membro dos Beatles tinha aparecido nas paradas do país: Paul McCartney tinha feito com os Wings em 1974-75 com "Sally G."
A gravação foi nomeada para o prêmio "Vocal Event of the Year" em 1989 do Country Music Association, e ao Grammy de 1990 como "Best Country Vocal Collaboration", mas perdeu as duas vezes para "There's a Tear in My Beer", gravada por Hank Williams e Hank Williams, Jr.